# Публий Манлий Вульсон
Публий Манлий Вульсон (лат. Publius Manlius Vulso; V — IV века до н. э.) — римский политический деятель из патрицианского рода Манлиев, военный трибун с консульской властью 400 года до н. э.. О его деятельности на этом посту источники ничего не сообщают.
Утверждение Ливия о том, что все трибуны 400 года до н. э. были переизбраны на 396 год, не соответствует истине: вместо Публия Манлия трибуном тогда стал его сородич Квинт Манлий Вульсон Капитолин.